# Martiri di Roermond

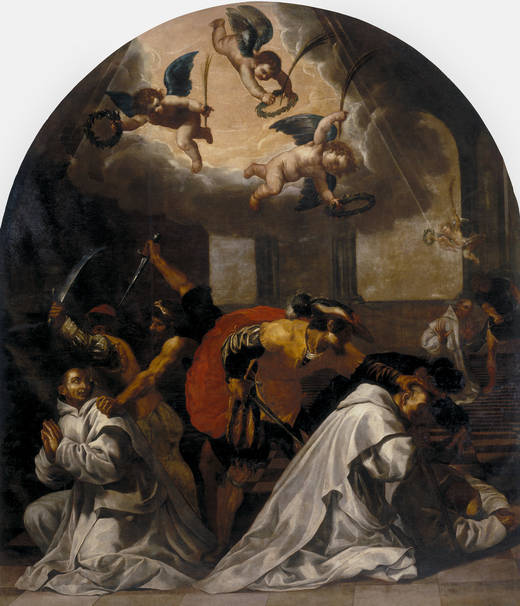
Vincenzo Carducci, Il Martirio di quattro monaci di Roermond, Museo del Prado.

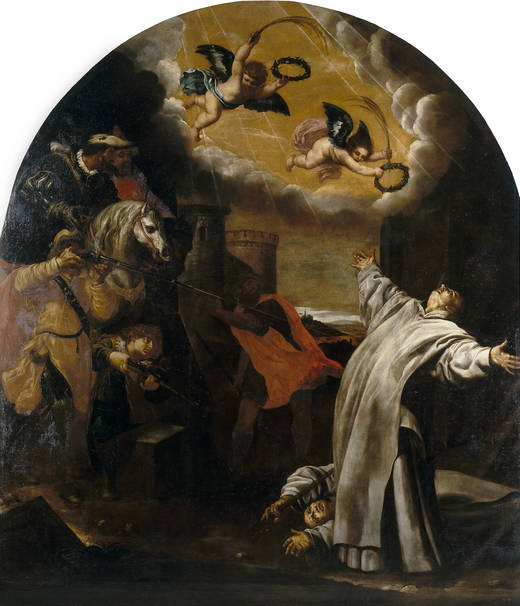
Il martirio di Vincentius van Herck e Johan Leeuwis in un affresco di Vincenzo Carducci.

I Martiri di Roermond furono 13 monaci certosini di Roermond uccisi dalle truppe di Guglielmo I d'Orange nel 1572.

## Storia
Il 23 luglio 1572, poco dopo l'inizio Guerra degli ottant'anni, le truppe di Guglielmo d'Orange conquistarono la città di Roermond. Guglielmo autorizzò il saccheggio e i soldati, di fede riformata, infierirono principalmente su chiese cattoliche e monasteri. La Certosa di Bethlehem fu presa d'assalto e metà dei religiosi presenti furono uccisi.
I fatti furono descritti da Arnoldus Havensius, un monaco certosino, nel libro Historica relatio duodecim Martyrum Cartusianorum (1608). La notizia causò grande indignazione in tutta Europa. I Martiri di Roermond divennero più famosi dei martiri di Gorcum, uccisi dai Gheusi del mare calvinisti nel luglio del 1572. 
Numerose opere d'arte furono dedicate a quello che era accaduto a Roermond, e il ricordo dei martiri fu mantenuto vivo soprattutto fra i certosini. Le ossa delle vittime sono state conservate come reliquie nella Caroluskapel della certosa a Roermond.

## Elenco dei 13 martiri
- Stefanus van Roermond
- Albertus van Winsen
- Johannes van Sittard
- Erasmus van Maastricht
- Matthias van Keulen
- Henricus Wellen
- Johannes van Luik
- Johannes Leeuwis
- Johannes Gressenich
- Severus van Koblenz
- Paulus van Waelwijck
- Wilhelmus Wellen
- Vincentius van Herck

## Culto
I Martiri di Roermond furono subito oggetto di grande venerazione soprattutto fra i certosini, e furono loro dedicate numerose opere d'arte. Il pittore Vincenzo Carducci raffigurò le vicende dei martiri nelle sue tele dipinte fra il 1626 e il 1632 per il coro della certosa del Paular. . Tra il 1615 e il 1671 il pittore e frate certosino Juan Sánchez Cotán rappresentò questi episodi come parte di due cicli di affreschi realizzati per la certosa di Granada.
Tre anni dopo l'eccidio le reliquie dei martiri furono traslate in una cappella della certosa di Roermond, con un epitaffio del vescovo Wilhelmus Lindanus. Ancor oggi i martiri sono oggetto della devozione della popolazione di Roermond dove, ogni 23 luglio, vengono commemorati con una messa solenne di requiem e una processione.